# Чэнь Ифэй
Чэнь Ифэ́й (кит. упр. 陈逸飞, пиньинь Chén Yìfē; 12 апреля 1946 — 10 апреля 2005) — китайский художник и кинорежиссёр.
Окончил Художественный институт Шанхая (1965). В эпоху Культурной революции был известен крупномасштабными портретами Мао Цзэдуна и большими полотнами на революционные темы. Затем стал синтезировать традицию социалистического реализма с европейским романтизмом. В 1980—1990 годах жил и работал в США, пользовался покровительством Арманда Хаммера, купившего картину Ифэя «Воспоминание о родине» («Двойной мост») и подарившего её Дэн Сяопину в ходе посещения Китая в 1984 году. После возвращения в Китай Чэнь Ифэй стал одним из самых коммерчески успешных художников страны, а также обратился к кинематографу, сняв два игровых фильма и документальную картину «Бегство в Шанхай» о судьбе евреев-беженцев, спасавшихся в Шанхае от нацистских преследований. Умер во время съёмок своего третьего игрового фильма, «Парикмахер», завершённого Ын Сиюнем.